# Fort George G. Meade
Fort George G. Meade is een Amerikaanse militaire basis in de staat Maryland die bestaat uit de Defense Information School, de United States Army Field Band, het hoofdkwartier van de United States Cyber Command, de National Security Agency, de Defense Courier Service, en het hoofdkwartier van het Defense Information Systems Agency. De basis is vernoemd naar George G. Meade, een generaal die tijdens de Amerikaanse Burgeroorlog diende in de Army of the Potomac. Het fort heeft zones waar ondersteunende voorzieningen zoals scholen, huisvestingen, en de kantoren van de Military Intelligence Civilian Excepted Career Prorgrams (MICECP) ondergebracht zijn.

## Geschiedenis

### Eerste Wereldoorlog
Fort George G. Meade werd geopend onder de naam "Camp Admiral" in 1917. Camp Admiral diende hoofdzakelijk als trainingskamp in de Eerste Wereldoorlog. Meer dan 400.000 soldaten doorliepen het trainingskamp. Het bood onderdak aan onder andere drie infanterieafdelingen, drie trainingsbataljons en één depotbrigade. Daarnaast bevonden zich op deze locatie nog eens 22.000 paarden.

### Tweede Wereldoorlog
In de Tweede Wereldoorlog werd het fort gebruikt als trainingskamp, waar tussen 1942 en 1946 allerlei faciliteiten werden aangeboden ten behoeve van ruim drie miljoen soldaten. Naast tal van faciliteiten waren er ook een kook- en bakkersschool ondergebracht. Deze voorzagen de manschappen in het fort van eten. Daarnaast deed het kamp ook dienst als gevangenisruimte voor tal van gevangenen. In september 1943 kwamen de eerste gevangenen er aan. Het ging voornamelijk om Italianen, 1.632 in getal, maar er waren ook 58 Duitse gevangenen.

### Koude Oorlog
Na de Tweede Wereldoorlog werd het fort gebruikt voor vredesactiviteiten. Een belangrijke verandering was het overplaatsen, op 15 juni 1947, van de Second U.S. Army Headquarters van Baltimore naar deze post. Op 1 januari 1966 werd het Tweede Leger samengevoegd met het 1e Leger. Het hoofdkantoor van het Eerste Leger, in Fort Jay, New York, werd vervolgens in Fort Meade samengevoegd met dat van het voormalige Tweede Leger.

## Geografie
Fort George G. Meade wordt begrensd door de Baltimore-Washington Parkway in het westen en ligt ongeveer 8 kilometer ten oosten van de snelweg Interstate 95. Het is gelegen tussen Washington D.C. en Baltimore.